# Klasztor Santa Clara-a-Velha
Ruiny klasztoru Santa Clara-a-Velha (dosł. Stara Św. Klara, port. Mosteiro de Santa Clara-a-Velha) znajdują się w mieście Coimbra w Portugalii. Klasztor zbudowano w XIV wieku na lewym brzegu rzeki Mondego, ale w XVII wieku został opuszczony ze względu na częste powodzie. Dobrze zachowane gotyckie ruiny klasztoru zostały odkopane pod koniec XX wieku, ponad 300 lat po tym, jak zakonnice je opuściły. Obecnie muzeum.

## Historia

### Średniowiecze
Klasztor Santa Clara w Coimbrze został ufundowany w latach osiemdziesiątych XIII wieku przez niejaką Mor Dias jako dom zakonu klarysek. Pierwotna fundacja została zlikwidowana w 1311, ale w 1314 został ponownie ufundowany przez królową Elżbietę (Izabelę), żonę króla Portugalii Dionizego. Elżbietę podziwiano za jej pobożność i dobroczynność, a jej oddanie doprowadziło do jej kanonizacji w 1625 roku. 
Prace sponsorowane przez królową rozpoczęły się w 1316 w miejscu poprzedniej fundacji i dały początek zespołowi, który istnieje do dziś. Pierwszym architektem związanym z klasztorem był Domingos Domingues, który pracował nad krużgankami klasztoru Alcobaça . Po roku 1326 jego dzieło kontynuował Estêvão Domingues, który pracował przy krużgankach katedry w Lizbonie. Kościół konsekrowano w 1330, a jego układ przestrzenny oraz wiele innych detali architektonicznych świadczą o wpływie budowli z Alcobaçy. Obok klasztoru królowa zbudowała szpital dla ubogich wraz z cmentarzem i kaplicą oraz pałac, w którym później zamieszkali Pedro i Inês de Castro, a w 1355 roku miała miejsce egzekucja tej ostatniej.
Elżbieta zmarła w 1336 i została pochowana w klasztorze w imponującym gotyckim grobowcu. W tym samym XIV wieku dobudowano duży krużganek po południowej stronie kościoła.
Już w rok po konsekracji, w 1331, klasztor i kościół zostały zalane przez pobliską rzekę Mondego. Miejsce, w którym powstał klasztor, okazało się nieodpowiednie, gdyż w kolejnych stuleciach klasztor był wielokrotnie zalewany przez wody rzeki. Z tego powodu podniesiono poziom podłóg w budynkach klasztornych na parterze, aby zmniejszyć szkody wyrządzane przez powódzie. Mimo tych problemów, klasztor otrzymywał częste donacje. Na początku XVI wieku, za panowania króla Manuela I, kościół został udekorowany sewilskimi kafelkami i kilkoma malowanymi ołtarzami.

### Upadek i odratowanie
Około 1612, kiedy rzeka co roku zalewała klasztor, zakonnice zbudowały w kościele wyniesioną posadzkę w połowie wysokości nawy. W końcu w 1647, gdy częste powodzie uniemożliwiły użytkowanie klasztoru, król Jan IV nakazał zakonnicom opuszczenie go. Ostatnie zakonnice opuściły zespół w 1677, gdy na pobliskim wzgórzu zbudowano nowy klasztor, zwany Klasztorem Santa Clara-a-Nova (Nowa Święta Klara). Gotyckie grobowce królowej Elżbiety i innych księżniczek królewskich przeniesiono do nowego budynku. Z biegiem wieków stary klasztor popadł w ruinę i został częściowo przykryty przez bagna rzeki Mondego. Zniszczeniu uległ także pałac. Po opuszczeniu przez wspólnotę religijną klasztor i otoczenie stały się terenem rolniczym, a górna część świątyni została przekształcona w miejsce do mieszkania, stodołę i zagrody.

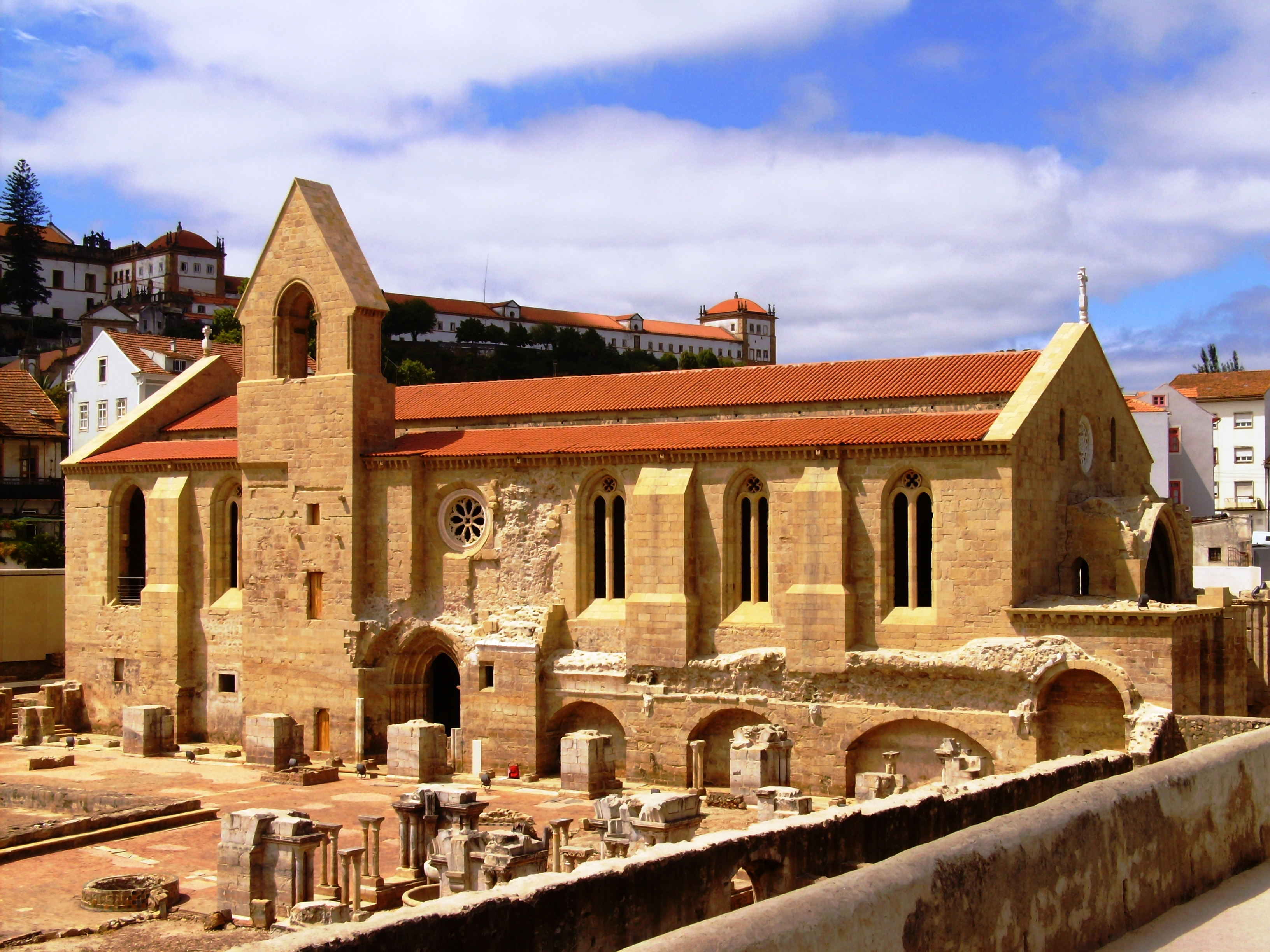
Widok kościoła i pozostałości po zabudowaniach klasztornych - stan po restauracji. W tle, na wzgórzu, widoczny klasztor Santa Clara-a-Nova.

Ze względu na swoje historyczne i architektoniczne znaczenie, w 1910 klasztor zaklasyfikowano jako pomnik narodowy i poddano gruntownej renowacji przez państwo portugalskie w latach 1932-1937, a następnie różnym działaniom zabezpieczającym w latach 1957-1981. Opuszczenie tego miejsca i zanurzenie się w mule, które pozostawiło widoczną jedynie górną część kościoła, stworzyło obraz romantycznej ruiny, który utrzymywał się aż do lat 90. XX wieku.
Po 1995 w ramach szeroko zakrojonej kampanii archeologicznej prowadzonej przez Instituto Português do Património Arquitectónico oczyszczono ruiny z błota i wody, które okazały się być w wyjątkowo dobrym stanie. Wykopaliska pozwoliły na odkrycie dużej liczby fragmentów architektonicznych i dekoracyjnych, około 70 pochówków, z których wydobyto szkielety, 66 płyt nagrobnych, a także lepsze zrozumienie planu klasztoru. W 2001 klasztor został ponownie zalany przez wylew rzeki Mondego; później zdecydowano się na wykonanie otaczającej klasztor „grobli” o głębokości kilku metrów i wysokości kilku metrów. W 2007 rozpoczęto budowę muzeum. Koszt restauracji i budowy muzeum wyniósł 15 mln euro, a projekt ukończono w kwietniu 2009.
W 2016, na skutek silnych opadów deszczu i nagłego spuszczenia wody przez tamę w Aguieira, obszar klasztoru ponownie został częściowo zalany, uszkodzeniu uległa też sztuczna bariera zabezpieczająca przed wodami rzeki Mondego, zbudowana podczas prac restauracyjnych.  Po przeprowadzeniu prac remontowych obiekt ponownie otwarto dla publiczności w 2023.
W marcu 2025 miasto Coimbra ogłosiło przetarg o wartości ponad 1,5 mln euro na renowację klasztoru.

## Sztuka i architektura

### Ruiny

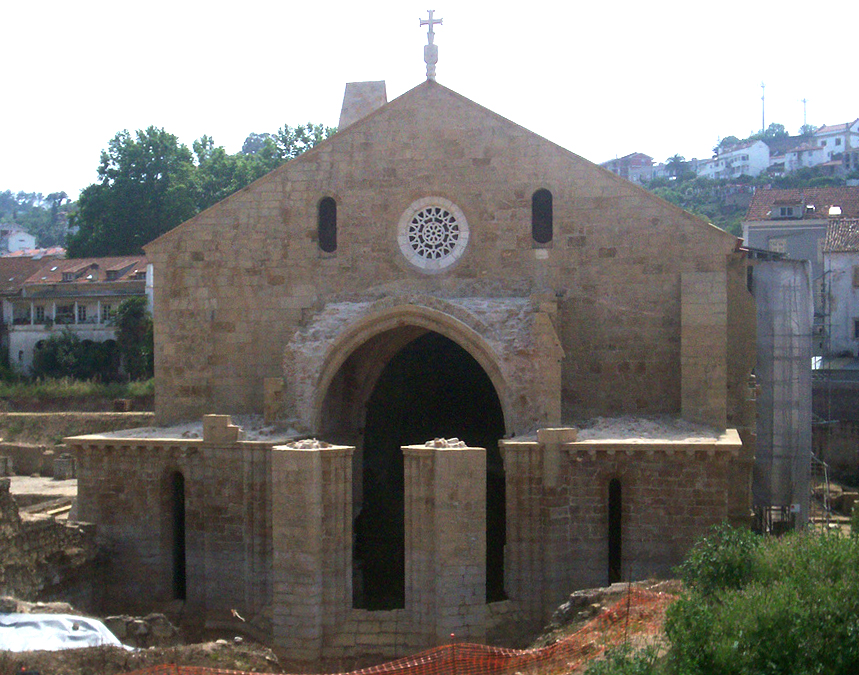
Zrujnowana wschodnia absyda kościoła klasztoru Santa Clara-a-Velha. Główna kaplica pośrodku fasady straciła kamienne sklepienie.

Plan kościoła klasztornego Santa Clara-a-Velha ujawnia wpływ klasztoru Alcobaça. Nawa kościoła składa się z nawy głównej i dwóch naw bocznych, jest w całości przykryta kamiennym sklepieniem, co jest rzadkością w przypadku klasztorów żebraczych w Portugalii, w których nawę główną zazwyczaj kryto drewnianymi dachami. Inny wpływ architektury Alcobaçy widoczny jest w typie sklepień: ostrołukowe sklepienie kolebkowe w nawie głównej i krzyżowe w nawach bocznych. Struktura kolumn nawy głównej również przypomina Alcobaçę. Nawę oświetlają wysokie biforia w stylu gotyckim oraz trzy rozety. W przeciwieństwie do Alcobaçy, kościół Santa Clara-a-Velha nie posiada wyraźnego transeptu.
Nawa była dawniej podzielona na dwie części: jedną dostępną publicznie i drugą zarezerwowaną dla zakonnic, rozdzielone ścianką działową. Podwyższony chór, obecnie niezachowany, mieścił niegdyś grób królowej Izabeli. Apsydę kościoła tworzą trzy kaplice o kształcie wielokąta, z których największa jest kaplica centralna. Kaplica centralna utraciła kamienny dach i dawniej była oświetlana trzema oknami.

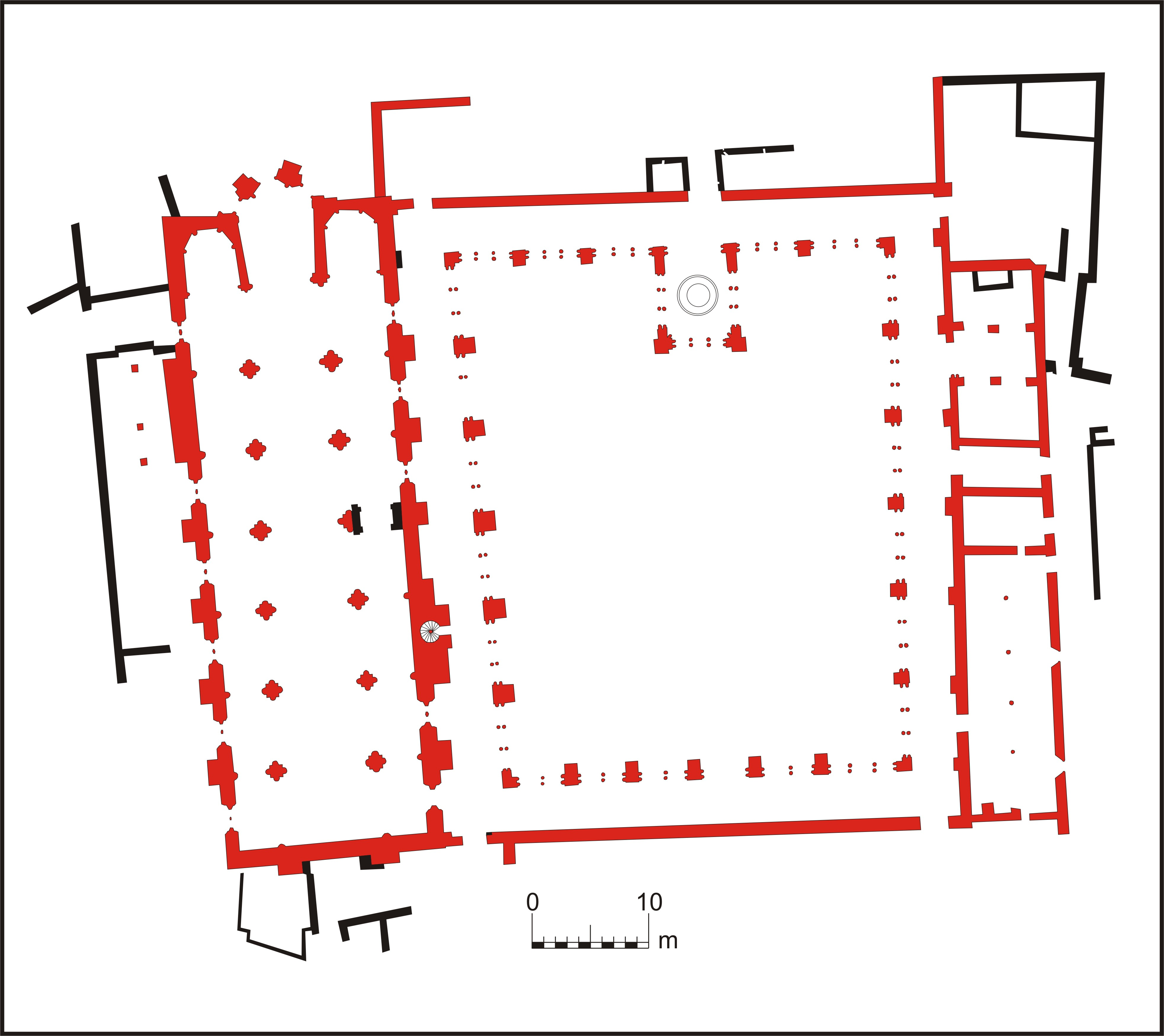
Plan klasztoru

Portal na południowej fasadzie kościoła łączy go z ruinami krużganka, które zachowały się do poziomu podwójnych kolumn łuków. Kapitele zdobione są motywami roślinnymi. Widoczne są również pozostałości gotyckiej fontanny z okrągłym basenem.
Wykopaliska odsłoniły również fundamenty kapitularza, refektarza, mniejszego krużganka i dawnego pałacu królowej Izabeli.

### Sztuka

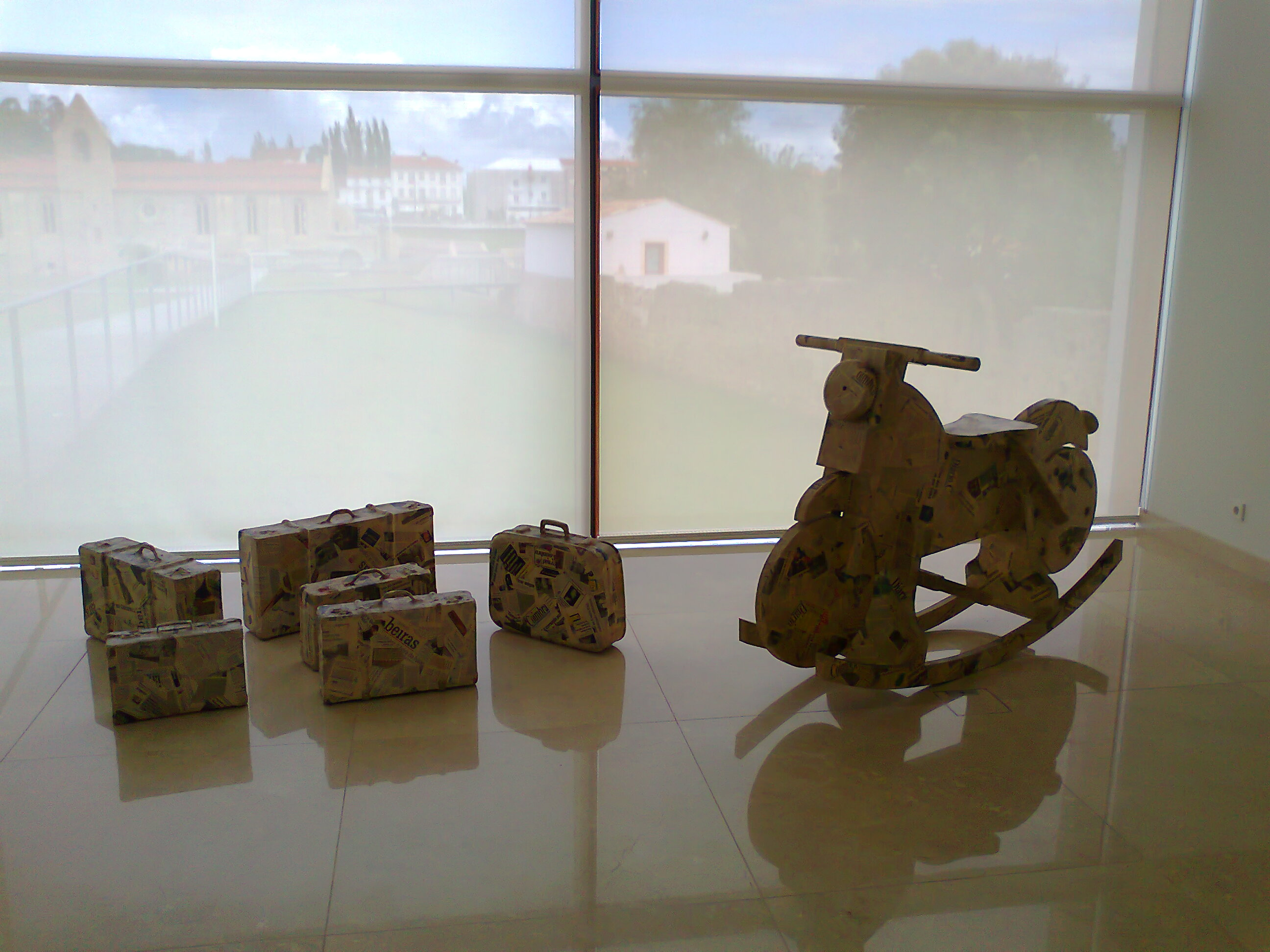
Artefakty odnalezione w trakcie wykopalisk, na ekspozycji w muzeum

Przez stulecia klasztor i kościół były ozdabiane dziełami sztuki religijnej, które obecnie są rozproszone. W klasztorze Santa Clara-a-Nova, do którego w XVII wieku przeniesiono zakonnice, znajdują się trzy gotyckie grobowce, również przeniesione z Santa Clara-a-Velha, w tym grobowiec królowej Izabeli. Jej grobowiec, datowany na około 1330, przedstawia jej naturalnej wielkości leżącą postać nad wiekiem grobowca. Autorem dzieła jest aragoński rzeźbiarz Mestre Pero.
Wiele dzieł sztuki pochodzących z klasztoru znajduje się obecnie w Muzeum Machado de Castro w Coimbrze. Wśród malowanych ołtarzy znajduje się tryptyk z około 1486 r. przedstawiający życie Klary z Asyżu oraz malowany tryptyk zamówiony u flamandzkiego malarza Quentina Metsysa w 1517. Inne eksponaty rzeźby i metaloplastyki znajdujące się w muzeum świadczą o bogactwie i prestiżu klasztoru.

## Zobacz także
- Klasztor Santa Clara-a-Nova